# Bradenton (Florida)
Bradenton es una ciudad ubicada en el condado de Manatee en el estado estadounidense de Florida. En el Censo de 2020 tenía una población de 55,698 habitantes y una densidad poblacional de 1,499.90 personas por km².

## Geografía
Bradenton se encuentra ubicada en las coordenadas 27°29′27″N 82°34′30″O / 27.49083, -82.57500. Según la Oficina del Censo de los Estados Unidos, Bradenton tiene una superficie total de 43.8 km², de la cual 36.72 km² corresponden a tierra firme y (16.16%) 7.08 km² es agua.

## Historia
Hernando de Soto exploró esta área hacia 1539. El pueblo de Bradentown, como se llamaba inicialmente, obtuvo su categoría como pueblo el 19 de mayo de 1903. La ciudad tomó el nombre del  Dr. Joseph Braden, cuya casa, como una fortaleza, sirvió como refugio para los colonos blancos cuando los indígenas semínolas los trataban de rechazar.

## Demografía
Según el censo de 2010, había 49.546 personas residiendo en Bradenton. La densidad de población era de 1.131,27 hab./km². De los 49.546 habitantes, Bradenton estaba compuesto por el 73.26% blancos, el 15.92% eran afroamericanos, el 0.32% eran amerindios, el 1.09% eran asiáticos, el 0.07% eran isleños del Pacífico, el 6.88% eran de otras razas y el 2.45% pertenecían a dos o más razas. Del total de la población el 17% eran hispanos o latinos de cualquier raza.

## Ciudades hermanadas
- Barcarrota, España.